# Ilnacorella nigrisquamosa
Ilnacorella nigrisquamosa är en insektsart som beskrevs av Knight 1925. Ilnacorella nigrisquamosa ingår i släktet Ilnacorella och familjen ängsskinnbaggar. Inga underarter finns listade i Catalogue of Life.